# Azuurbladroller
De azuurbladroller (Spatalistis bifasciana) is een vlinder uit de familie van de bladrollers (Tortricidae). De wetenschappelijke naam is gepubliceerd in 1787 door Hübner.
De soort komt voor in Europa.